# Гіндасте
Гі́ндасте (ест. Hindaste küla) — село в Естонії, у волості Ляене-Ніґула повіту Ляенемаа.

## Населення
Чисельність населення на 31 грудня 2011 року становила 17 осіб.

## Географія
На захід від села лежить озеро Гіндасте.

## Історія
До 21 жовтня 2017 року село входило до складу волості Нива.